# 无锡农村商业银行
无锡农村商业银行（Wuxi Rural Commercial Bank）上交所：600908，简称：无锡银行，是江苏省无锡市辖内三家农村商业银行之一，也是全国首家在A股上市的农村商业银行,成立于2005年6月14日；原名叫江苏锡州农村商业银行，2010年9月20日改为现名。

## 历史
2005年6月，无锡市城郊农村信用社联社改组为江苏锡州农村商业银行，并同步发行独立的借记卡——金阿福卡。
2010年10月，锡州农商行更名为无锡农村商业银行。
2016年9月23日，本行股票成功在上海证券交易所挂牌交易，成为首家在A股主板上市的农村商业银行。